# ARO 24 Series
O ARO 240 é um veículo off-road de duas portas com tração 4x4, que foi fabricado pela empresa romena ARO de 1972 à 2006. Ele foi o primeiro veículo da ARO 24 Series (ARO Série 24), e que inclui muitos outros modelos de quatro portas o 244, o 242 pickup, o três portas 243, o 320 pickup e vários outros tipos de chassis. Os últimos foram versões especiais militares chamadas ARO Dragon. 
Foi produzido em Portugal de 1975 a 1995 sob a marca Portaro, equipado com motores Daihatsu e Volvo. 
Em 2005 a empresa ARO planejou lançar o modelo 244 no mercado estadunidense como Cross Lander 244X, mas foi cancelado.

## Motores

### Gasolina
| Modelo      | Disposição | Tipo     | Potência                   | Torque                       |
| ----------- | ---------- | -------- | -------------------------- | ---------------------------- |
| 2.4 2 RZ-FE | 2438 cc    | Toyota   | 140 hp (104 kW) @5000 rpm  | 212 Nm (156 lb·ft) @4000 rpm |
| 2.5 205HX   | 2469 cc    | Chrysler | 120 hp (89,5 kW) @5250 rpm | 190 Nm (140 lb·ft) @3500 rpm |
| 2.5 L25     | 2495 cc    | ARO      | 83 hp (61,9 kW) @4200 rpm  | 170 Nm (125 lb·ft) @3000 rpm |
| 2.5 M-207   | 2512 cc    | ARO      | 67 hp (50,0 kW) @4000 rpm  | 160 Nm (118 lb·ft) @2500 rpm |
| 2.9 V6      | 2935 cc    | Ford     | 145 hp (108 kW) @5500 rpm  | 225 Nm (166 lb·ft) @3500 rpm |
| 3.0 L30     | 3007 cc    | ARO      | 95 hp (70,8 kW) @4000 rpm  | 196 Nm (145 lb·ft) @3000 rpm |
| 4.0 V6      | 4000 cc    | Cosworth | 207 hp (154 kW) @5250 rpm  | 320 Nm (236 lb·ft) @3000 rpm |

### Diesel
| Modelo     | Disposição | Tipo                | Potência                                                                       | Torque                                                                                 |
| ---------- | ---------- | ------------------- | ------------------------------------------------------------------------------ | -------------------------------------------------------------------------------------- |
| 2.4 4C     | 2417 cc    | Andoria Turbodiesel | 69 hp (51,5 kW) @4200 rpm 90 hp (67,1 kW) @4100 rpm 101 hp (75,3 kW) @4100 rpm | 147 Nm (108 lb·ft) @2500 rpm 195 Nm (144 lb·ft) @2500 rpm 230 Nm (170 lb·ft) @2500 rpm |
| 2.4 2L-T   | 2446 cc    | Toyota Turbodiesel  | 86 hp (64,1 kW) @4000 rpm                                                      | 188 Nm (139 lb·ft) @2200 rpm                                                           |
| 2.5 XD3    | 2498 cc    | Peugeot             | 75 hp (55,9 kW) @4500 rpm                                                      | 147 Nm (108 lb·ft) @2500 rpm                                                           |
| 2.5 XD3T   | 2498 cc    | Peugeot Turbodiesel | 95 hp (70,8 kW) @4150 rpm                                                      | 205 Nm (151 lb·ft) @2500 rpm                                                           |
| 2.5 L4 OHV | 2499 cc    | VM Turbodiesel      | 101 hp (75,3 kW) @4200 rpm                                                     | 232 Nm (171 lb·ft) @2200 rpm                                                           |
| 2.5 L27    | 2660 cc    | ARO                 | 68 hp (50,7 kW) @3800 rpm                                                      | 138 Nm (102 lb·ft) @2250 rpm                                                           |
| 2.7 DX-28  | 2660 cc    | ARO                 | 71 hp (52,9 kW) @3900 rpm                                                      | 152 Nm (112 lb·ft) @2250 rpm                                                           |
| 2.7 TDX-28 | 2660 cc    | ARO Turbodiesel     | 87 hp (64,9 kW) @3500 rpm                                                      | 191 Nm (141 lb·ft) @1900 rpm                                                           |
| 3.1 D127   | 3119 cc    | ARO                 | 68 hp (50,7 kW) @3200 rpm                                                      | 185 Nm (136 lb·ft) @1600 rpm                                                           |

## Versões

### Fora de estrada
- ARO 240 duas portas conversível
- ARO 241 quatro portas conversível
- ARO 243 três portas
- ARO 244 quatro portas
- ARO 246 cinco portas

|  |  |

### Comercial leves
- ARO 242 Cabine regular pickup
- ARO 320 Cabine regular pickup
- ARO 324 Cabine dupla pickup
- ARO 330 Cabine estendida pickup

|  |

### Outras versões[1]
- ARO 243 Van
- ARO 263
- ARO 264
- ARO 266
- ARO 323 Ambulância
- ARO 324
- ARO 328 Maxi Taxi
- ARO 330
- ARO 330BB
- ARO 330C
- ARO 33N
- ARO 338TC
- ARO 350BC
- ARO 35S Ambulância
- ARO 35M
- ARO 429TC/TP

### Militares
- ARO Dragon com várias versões de chassis.